# پیونگسونگ
پیونگسونگ (به لاتین: Pyongsong) یک شهر در کره شمالی است که در استان پیونگان جنوبی واقع شده‌است.